# Mardaga (maison d'édition)
Pour les articles homonymes, voir Mardaga (homonymie).
Mardaga est une maison d'édition indépendante fondée par Pierre Mardaga en 1966. Elle est cédée à la famille Lhoist en novembre 2005, et reprise par Thibault Léonard début 2017.

## Histoire de la maison
Établie à Bruxelles, Mardaga est spécialisée dans les domaines suivants : architecture/urbanisme, arts contemporains, patrimoine culturel, psychologie/santé, histoire/actualité...
Mardaga a repris le 1er janvier 2013 la gestion des Éditions du Gerfaut, maison spécialisée en nature, chasse et pêche. Les éditions Gerfaut ont été reprises par Christophe Savouré fin 2016.
En septembre 2023, Mardaga reprend La Renaissance du livre au sein du groupe Lemaitre Publishing.